# チランジア・キセログラフィカ
チランジア・キセログラフィカ Tillandsia xerographica はパイナップル科の植物の1つ。本種はエアープランツとして栽培されており、大柄な姿に迫力があり、評価が高い。現地では保護がかけられているが、栽培品が豊富に輸入されている。

## 特徴
着生の常緑性多年生草本で、主茎を伸ばさない。草丈は普通で20-60cmになり、開花株ではその背丈は1mに達することがある。葉は根出状に出て螺旋に配列し、その径60-90cm程の密集したロゼットを構成する。またその中心部分は葉の基部が折り重なって偽輪茎状になる。葉身の部分は長さ15-75cm、幅はその基部で6cmほど、全体に幅の狭い三角形をなし、先端は次第に細まるか、或いは先端が尖る。また葉は先端に向かって裏側に反り返り、波打ち、縁が上に曲がって葉の表側中央に溝を作り、またその縁は滑らかである。また時に全体にピンクがかる。本属の中でいわゆる銀葉種、つまり葉の表面が灰色に見えるものの中では本種は最大のものの一つである。この葉の色はその表面を一面に覆う細かな鱗片のためである。鱗片は丸っぽい形でその径は0.3-0.5mmである。
花茎は直立し、高さは普通は20-40cm。花茎苞は瓦状に並び、形は葉に近い。その葉状部は長さ30cm、幅1cmで表面には鱗片が密生する。花序は長さ30cmほどあり、9-30個の穂状花序がらせん状に配列したものとなっている。個々の穂状花序は長さ5-15cm、幅1-2cmで、5-15個の柄のない花からなっている。一次苞は赤く、表面には一面に鱗片があり、長さは花序より短い。花苞は長さ2-5cmで緑か黄色みを帯びた赤色をなし、瓦状に密接に重なる。花は長さ6-8cmで淡いライラック色で細長い筒状をしている。雄しべと雌しべは黄色くて、花から抜き出る。種子には毛があって風で散布される。開花はこの植物の生涯に一度だけ行われるが、その花は数ヶ月維持される。

## 生活環
乾燥に強い植物で、その自然界での成長は遅い。種子の状態から発生して開花するまでに要する時間は12年から18年の間である。他方で無性生殖的に増殖した子苗の場合は数年で成熟に達する。
繁殖は有性生殖と無性生殖による。有性生殖では花粉媒介で種子を得るためには他家受粉が必要となっている。花粉媒介は鳥と昆虫、特にハチドリとチョウとガ、それに数種のハナバチがこれを行う。これはこの植物が互いに多少の距離を取って生育しているために重要なことである。自然界での有性的な増殖率は測定されていないが、かなり低いものと推定されている。
無性生殖は、この植物が開花し、種子が成熟した後に行われる。これは無性的な子苗が幾つかの葉の基部から出ることで行われる。自然界では子苗の形成される間隔は約1年である。自然界で成熟した株が形成する子苗や脇芽の数は最大で3である。これは自然界において親株が開花してから完全に枯死するまでに最大4年間は生存することを意味する。
なお、栽培下で条件と管理方法を整えた場合、本種の増殖率はもっと大きくなる。親株の葉腋からの出芽はバイオテクノロジー的に、例えばホルモン投与や栄養補給などによって誘引することが可能である。新しい脇芽がある程度大きくなったところで切り取ることによって、次の脇芽がより早く出るようになる。グアテマラの栽培業者の元では親株1個体が枯死するまでに子株を6-8株も得ることが出来ている。また種子の発芽による増殖も、栽培下では自然界より高い率が得られ、種子の発芽率は50-60％に達する。このような点で本種は人工管理下での増殖には適した種である。

## 分布
中央アメリカに固有で、具体的にはメキシコ、グアテマラ、エルサルバドル、及びホンジュラスに分布する。

## 生育環境
生育環境としては主として亜熱帯の乾燥林、より強く乾燥した森林、及び棘の多い低木からなる植生の地域に見られ、平均気温にして22-28℃の範囲、年間降水量にして550-800mm、平均湿度では60-72％の範囲である。
着生植物であり、樹木、及び岩の上に着生して生育する。
着生する対象となる樹木、或いは低木は、通常は20年生より大きいもので、樹皮に皺が多く、その径が5cm以上のものである。グアテマラでの調査では、着生対象となる樹木で特に重要なのは以下のようなものであった。
- Juliana adstringers
- Guaiacum sanctum：（ハマビシ科）
- Pereskia autumalis：コノハサボテン属の1種(サボテン科)
- Bucida machrostachya：（シクンシ科）
- Apocinaceae
- Crescentia alata：(ノウゼンカズラ科）
- Tamarindus indica：タマリンド(マメ科)

コノハサボテン属のもので調べられた結果によると、本種の付着部位は枝の中程に見られ、この部位はこの植物では棘や分枝が多くなってくる部分である。また本種は単独で生育する傾向が強く見られ、集団を形成している場合も、せいぜい2-3個体が集まっているに過ぎず、それは単独の母株から生じたものと判断できた。他方で本属他種と接触して生育することは問題ないらしく、イオナンタやシーディアナと隣接して生育しているのが報告されている。

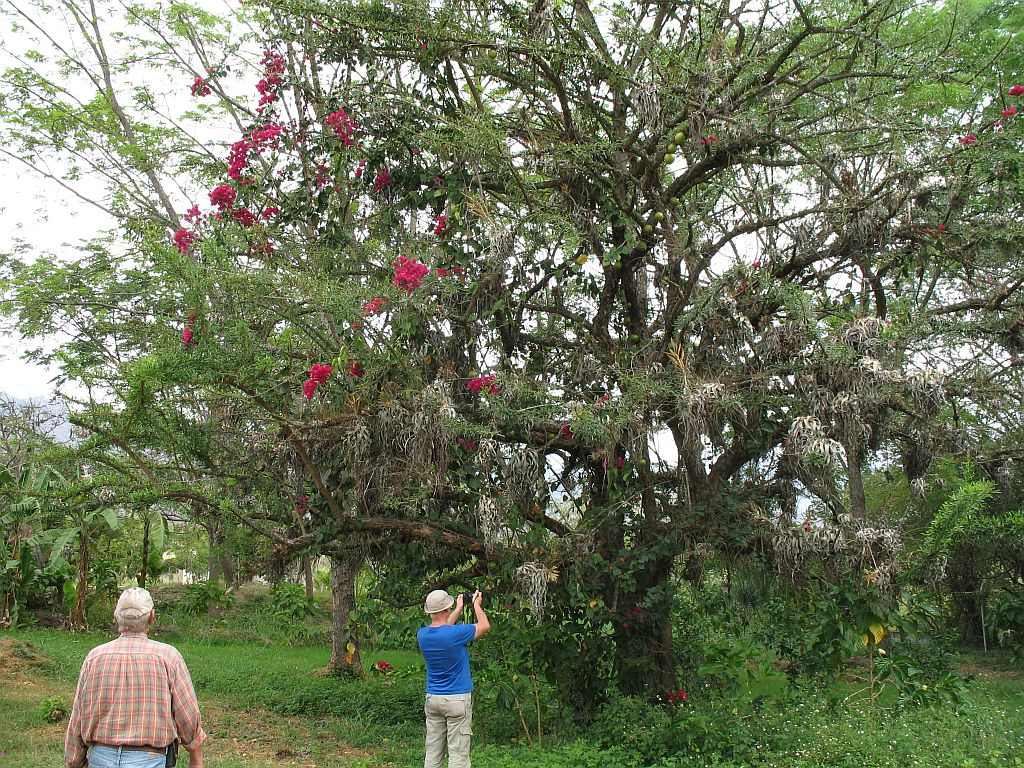
自生地での様子
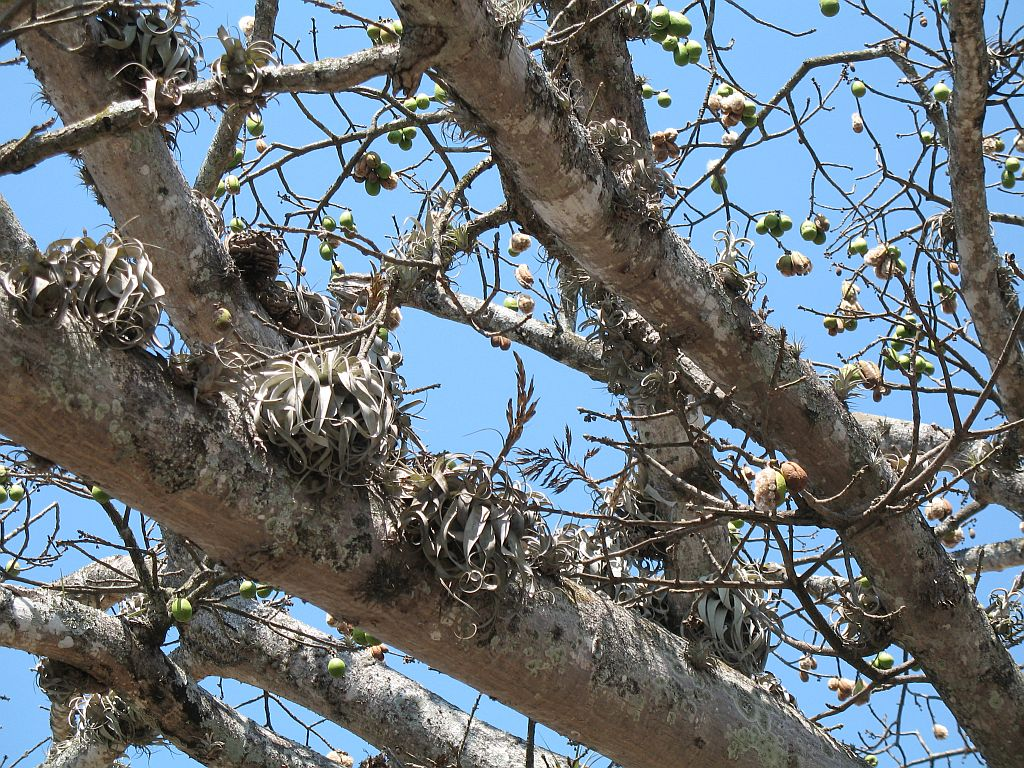
枝に着いている様子
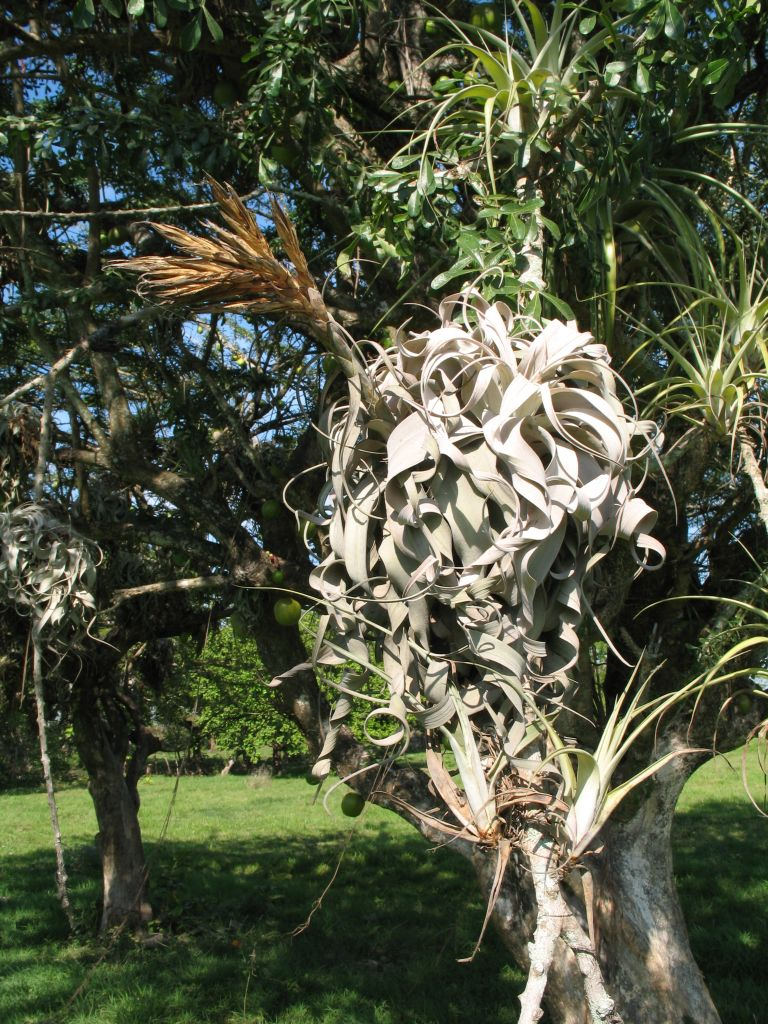
着生している状態

## 生態的役割
本種は自然界ではその葉腋に有機物を蓄積し、ここから窒素分などを確保している。また葉腋に水を貯めることも行い、この水は様々な動物に利用されている。それは例えば鳥、樹上生のカエル、昆虫、更に水生昆虫も含まれる。

## 分類
種内変異として以下のものが知られる。
- T. xerographica Rohw form variegata Moffrer

この品種はその葉に葉緑素を欠いた縦筋が入るのを特徴としており、つまり斑入り品である。メキシコとエルサルバドルから知られ、T. maritima とも呼ばれる。

## 利用
観賞用に栽培される。本種は葉の根元に水を貯める性質があり、いわゆるタンクタイプに属し、狭義ではエアープランツとは言えない。しかし乾燥に強いことから鉢に植えず、エアープランツとして栽培されるのが普通である。販売時には根を切って売られていることが多い。むしろ室内栽培等では葉の根元に水が溜まらないように注意して管理しないと芯が腐りやすい。また発根させて流木などに活着させた方が生育はいい。なお、芯が腐った場合、その個体の回復はまず不可能である。
銀色の葉が美しく、その大柄で迫力のある姿と存在感から大変に人気があり、「もっとも人気のある大型種」「植物を栽培しているというより、ペットを飼っている感覚に近いかもしれない」という声もある。本種を交配親とした交配品種も作出されている。
なお、このように高い評価と人気にもかかわらず、小学館の『園芸植物大事典』(1994)も石井、井上代表編集になる『最新園芸大事典』(1970)も本種についての記述が存在しない。いずれも本属の種をかなりの数取り挙げているだけに、これは奇妙である。あるいはエアープランツという語が流布されていなかった時代の書であるだけに判断が現在とは違っているのかも知れない。
ただし、このような人気と需要により、現地での本種の数が少なくなり、環境悪化の問題もあり、危険な状態にあるとの判断が出ている。そのためにワシントン条約II類に指定されている。しかし実際にはグアテマラで人工増殖されたものが流通しているため、その入手はごく容易なものとなっている。

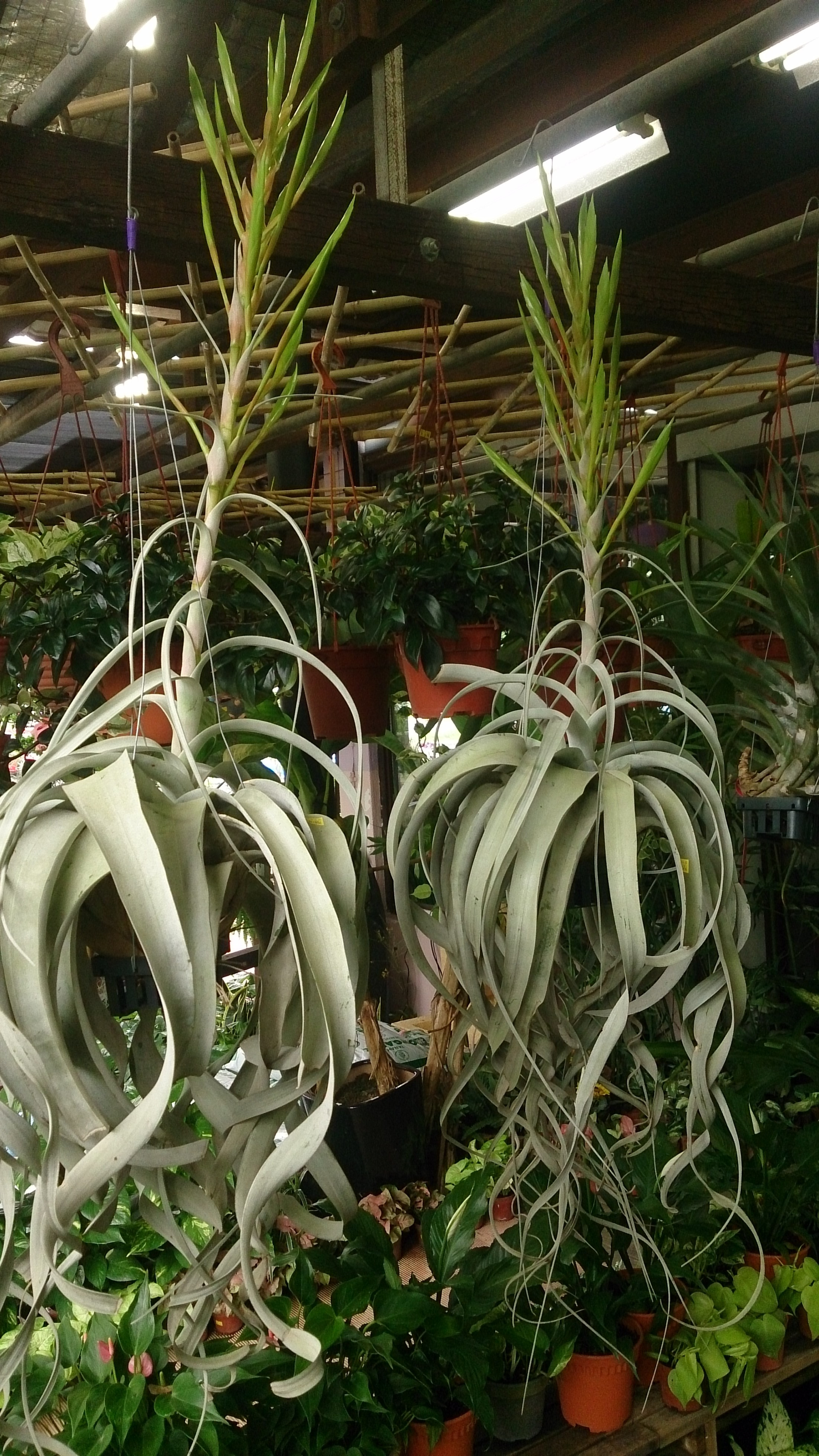
温室栽培の様子
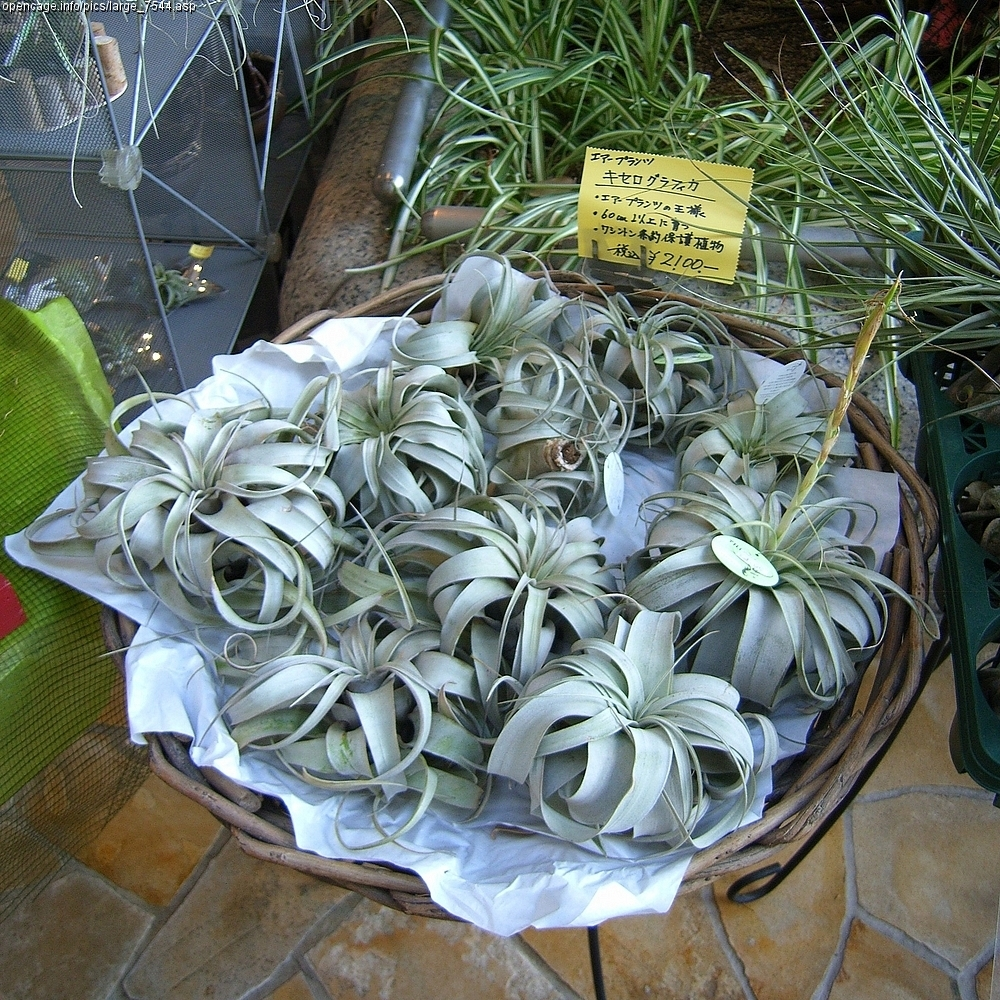
販売されている様子

## 保護の状況
2004年にグアテマラにおいて本種の生態調査が行われ、その結果、本種の自然個体群は減少しており、絶滅危惧の状態にあるとの報告がなされた。そのようなことから本種はワシントン条約のII類に含まれ、野外採集のものは研究目的であってすら流通させることは出来ず、人工増殖によるもののみを流通させることが出来る。幸いに人工増殖は幾つかの種苗生産業者によって行われ、野生状態での増殖より遙かに速く繁殖させることが出来ている。
他方で生育環境の悪化も懸念されている。グアテマラの例では自然環境の1.43％に当たる面積が年間に伐採されており、森林面積は減少し続けている。更に外国産の樹種の導入なども行われ、これも環境悪化の一因となっている。このことは本種の付着する基盤を失わせるだけでなく、森林にそのような樹種が入り交じることで本種の生育する樹木の間の距離が増大し、花粉媒介が困難になることが考えられる。残念なことに、本種にとって好適な基盤となる樹木は経済的には価値が低く、森林再生を考える際に取り上げられることが少ない。